# Arthur Hamilton (Badminton)
Arthur Hamilton (* 29. Januar 1905; † nach 1933) war ein irischer Badmintonspieler. Blayney Hamilton war sein Vater. Seine Brüder Willoughby und Blayney und auch seine Schwester Mavis waren ebenfalls bedeutende Badmintonspieler Irlands in der Zeit zwischen den Weltkriegen. 

## Karriere
Arthur Hamilton gewann 1930 zwei und 1932 einen Titel bei den Scottish Open. 1931 siegte er bei den Welsh International, ein  Jahr später war er in allen drei möglichen Disziplinen bei den nationalen irischen Titelkämpfen erfolgreich. 1933 gewann er dort noch einmal im Herreneinzel.

## Sportliche Erfolge
| Saison | Veranstaltung                 | Disziplin    | Platz | Name                                        |
| ------ | ----------------------------- | ------------ | ----- | ------------------------------------------- |
| 1930   | Scottish Open                 | Mixed        | 1     | Arthur Hamilton / Mavis Hamilton            |
| 1930   | Scottish Open                 | Herrendoppel | 1     | Arthur Hamilton / Willoughby Hamilton       |
| 1931   | Welsh International           | Herrendoppel | 1     | Arthur Hamilton / Willoughby Hamilton       |
| 1932   | Scottish Open                 | Herrendoppel | 1     | Arthur Hamilton / Willoughby Hamilton       |
| 1932   | Irland: Einzelmeisterschaften | Mixed        | 1     | Arthur Hamilton / Mavis Hamilton            |
| 1932   | Irland: Einzelmeisterschaften | Herreneinzel | 1     | Arthur Hamilton                             |
| 1932   | Irland: Einzelmeisterschaften | Herrendoppel | 1     | Arthur Hamilton / Blayney Kirkwood Hamilton |
| 1933   | Irland: Einzelmeisterschaften | Herreneinzel | 1     | Arthur Hamilton                             |